# Anania extricalis
Anania extricalis is een vlinder van de familie van de grasmotten (Crambidae). De wetenschappelijke naam van deze soort is voor het eerst voorgesteld als Botys extricalis door Achille Guenée in een publicatie uit 1854. De spanwijdte bedraagt ongeveer 24 millimeter.

## Verspreiding
De soort komt voor in Canada en de oostelijke helft van de Verenigde Staten.

## Waardplanten
De rups leeft van de bladeren van Alnus, Populus balsamifera en Betula papyrifera.

## Ondersoorten
- Anania extricalis extricalis (Guenée, 1854)
- Anania extricalis dionalis (Walker, 1859) (het uiterste noordoosten van de VS, Canada)
  - = Pionea dionalis Walker, 1859
  - = Pyrausta beddeci Dyar, 1913
  - = Spilodes nisoeecalis Walker, 1859